# VII Korpus Cesarstwa Austriackiego

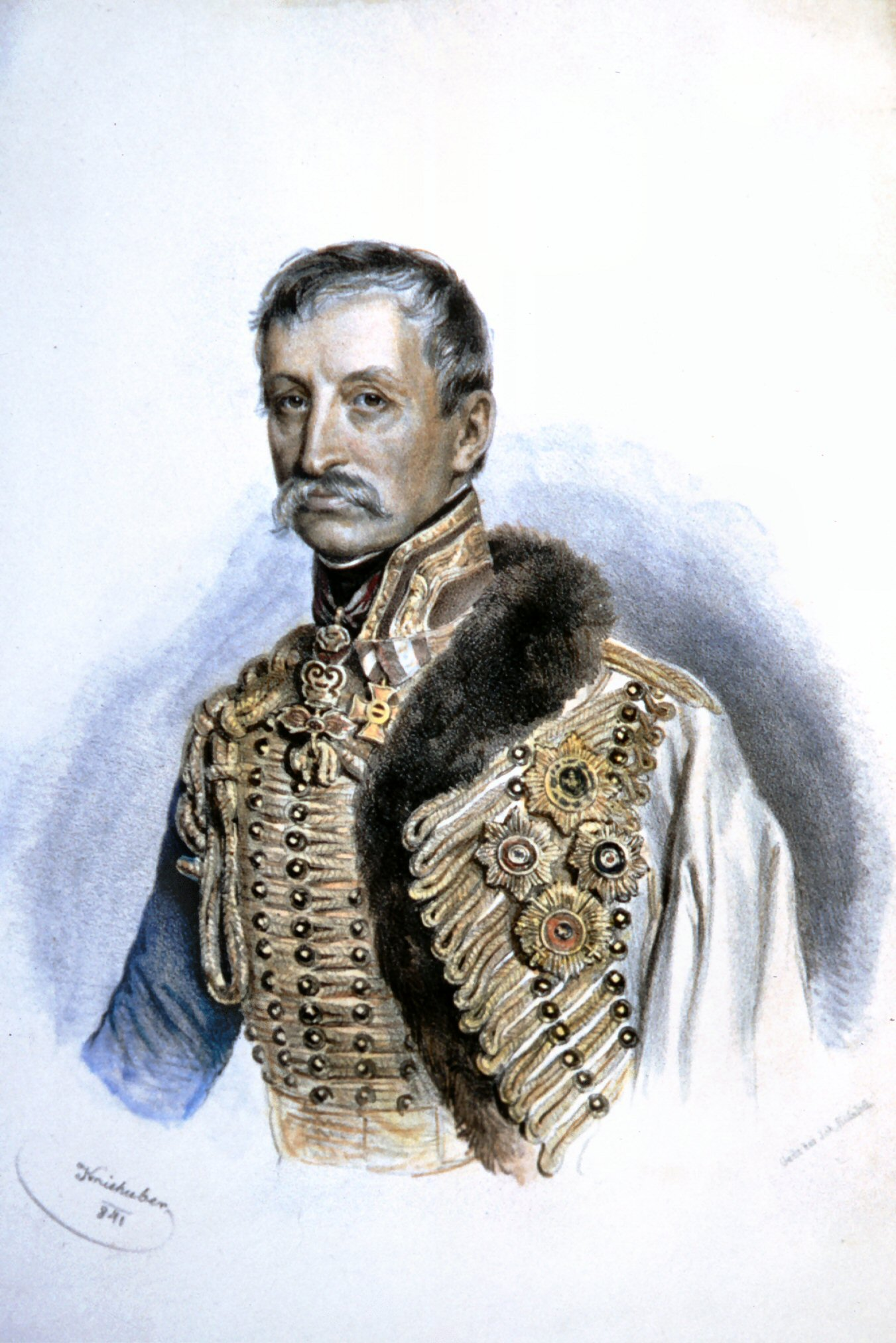
Ferdynand Karol Józef Habsburg-Este (litografia Josepha Kriehuberga z 1841)

VII Korpus Cesarstwa Austriackiego – jeden z korpusów w strukturze organizacyjnej armii Cesarstwa Austriackiego. Brał udział w wojnach napoleońskich, m.in. w wojnie polsko-austriackiej w 1809 oraz w wojnie siedmiotygodniowej (na froncie południowym, we Włoszech).

## Skład w 1809
Jego dowódcą był arcyksiążę Ferdynand d'Este.
- Dywizja Piechoty Ludwiga Ferdinanda von Mondeta
  - 1 Brygada Piechoty Karla Civalarta
  - 2 Brygada Piechoty Franza von Pflachera
  - 3 Brygada Piechoty Leopolda von Trauttenberga
- Dywizja Kawalerii Karla Augusta von Schaurotha
  - 1 Brygada Kirasjerów Sebastiana Spetha
  - 2 Brygada Huzarów Gabriela Geringera
  - 3 Detaszowana Brygada Piechoty Johanna von Branowatzky’ego
- Oddział straży przedniej (3 pułki piechoty, w tym 48 Pułk Piechoty Cesarstwa Austriackiego Vukassovicha i 1 Pułk Huzarów) – generał Johann Mohr
- 2 pułki artylerii
- Oddziały pomocnicze
  - Kompanie saperów
  - Kompanie służby sanitarnej
  - Szwadrony lekkiej jazdy
  - Oddziały zaopatrzeniowe